# Andrej Andreevič Tarkovskij
Andrej Andreevič Tarkovskij (Mosca, 7 agosto 1970) è un regista russo che dedica la vita e l'attività professionale alla conservazione e alla promozione dell'arte cinematografica e soprattutto dell'opera del padre Andrej Arsenevič Tarkovskij, il celebre regista russo. Vive tra Firenze, Parigi e Mosca.
È il secondo figlio di Andrej Arsenevič Tarkovskij, di cui porta il nome, e di Larisa Pavlovna Egorkina. È presidente dell'Istituto Internazionale Andrej Tarkovskij. Il film Sacrificio, testamento spirituale e artistico del padre, è dedicato «Con fiducia e con speranza» proprio a lui, come testimoniano le parole sovraimpresse nei fotogrammi finali della pellicola. 

## Biografia
Nacque a Mosca il 7 agosto 1970; quando aveva otto anni, nel luglio del 1979, il padre ottenne dal governo sovietico il permesso di espatrio per recarsi in Italia per prendere contatti con la Rai; a garanzia del suo ritorno, Andrej Andreevič e sua madre furono trattenuti in Unione Sovietica; la stessa cosa accadde nel 1980, quando il padre ripartì per l'Italia per ricevere il David di Donatello per Lo specchio e per terminare il lavoro iniziato l'anno prima. Nel 1982, durante un nuovo soggiorno in Italia, questa volta con la moglie Larisa, il padre prese la decisione definitiva: non fece mai più ritorno in patria, a causa delle enormi difficoltà che incontrava nell'esercitare il suo mestiere di regista in patria, a causa della censura sovietica. Inviò una lettera da Roma al presidente del Comitato di Stato per la cinematografia dell'Unione Sovietica, Philip Yermash, con la richiesta di fornire a lui, a sua moglie, a sua madre, a suo suocero e a suo figlio Andrej l'opportunità di vivere in Italia per tre anni, dopo di che si impegnava a tornare in URSS. La richiesta fu rifiutata e così Andrej Andreevič fu trattenuto in Unione Sovietica e non poté raggiungere i genitori.
Nel 1986 Andrej Tarkovskij presentò Sacrificio al Festival di Cannes, dedicato, come già accennato, al figlio Andrej, indicato quale destinatario diretto del messaggio espresso nella pellicola. Sempre nel 1986, il presidente francese François Mitterrand inviò una richiesta al presidente sovietico Michail Gorbačëv, in cui chiedeva di permettere il ricongiungimento della famiglia. Gorbačëv acconsentì e così Andrej Andreevič poté finalmente riabbracciare i genitori. Nella notte tra il 28 e il 29 dicembre dello stesso anno, però, il padre, già malato, muore in una clinica di Parigi.
Andrej Andreevič è cresciuto a Firenze e con doppio passaporto: italiano e russo. È presidente della Fondazione Internazionale Tarkovskij le cui attività si svolgono nelle tre sedi di Parigi, Firenze e Mosca, grazie ai contributi e alle collaborazioni di molti enti. In Italia l'Istituto è sostenuto dal Ministero della cultura, dalla città di Firenze, da alcune banche e anche dalla Soprintendenza Archivistica per la Toscana, dato che la fondazione ha un importante fondo archivistico relativo all'attività di Andrej Arsen'evič Tarkovskij.
Nel 1998 Andrej Andreevič ha perso sua madre Larisa, a Neuilly-sur-Seine, nell'Île-de-France.

## Opere
La sua opera prima appare nel 1996: si tratta del documentario per la televisione Andrej Tarkovskij - Il ricordo, sulla vita del padre. 
Non si occupa solamente della promozione dell'opera del padre: realizza anche documentari dedicati ad altri artisti e cura la regia di spettacoli musicali. Collabora con le televisioni russa e italiana e con l'etichetta tedesca ECM Records. Nel 2006, con Bastignano, vince il primo premio al Festival del cortometraggio di Sabaudia. Inoltre, organizza mostre fotografiche, edizioni di libri, concerti e retrospettive in Italia e in vari altri paesi.

### Andrej Tarkovskij - il cinema come preghiera
Nel 2019 viene presentato in prima assoluta alla Biennale di Venezia Andrej Tarkovskij - il cinema come preghiera, documentario in cui il figlio racconta la vita e l'opera di Andrej Arsen'evič Tarkovskij, lasciando che sia il regista stesso a parlare e a condividere i suoi ricordi, il suo pensiero sull'arte, le sue riflessioni sul destino dell'artista e sul senso dell'esistenza umana.
Andrej Andreevič, per raggiungere questo risultato, ha utilizzato materiali rari ed inediti custoditi nell'archivio del padre: immagini su pellicola, fotografie, registrazioni audio, alcuni mai montati per motivi di censura sovietica. 
Nel film il padre è la voce narrante, in modo che lo spettatore possa immergersi nell'universo dell'immaginario cinematografico e del mondo interiore del Maestro. Inoltre, nella pellicola si ascoltano anche registrazioni in cui Arsenij Tarkovskij, padre di Andrej Arsen'evič e uno dei più grandi poeti russi del Novecento, legge alcune proprie poesie.
Per ciò che riguarda le immagini, esse sono costituite da frammenti tratti dalle opere del regista, da rarissimi materiali foto e video d'epoca e dalle riprese effettuate sui luoghi della vita e dei set dei film di Tarkovskij in Russia, in Svezia e in Italia, patria adottiva dell'artista. In particolare, i luoghi delle riprese, scelti tra quelli cari ad Andrej Arsen'evič, sono: i dintorni boscosi di Mosca, Gotland, con le sue desolate pianure che arrivano sino alla spiaggia e con i suoi alberi stentati battuti dal vento; la grande Abbazia di San Galgano, completamente in rovina, con pavimento d'erba e senza soffitto; la chiesa romanica di S. Maria di Portonovo, stretta tra il mare e le rupi di Monte Conero.